# Valderejo
Valderejo es un concejo del municipio de Valdegovía, en la provincia de Álava, País Vasco (España).

## Subdivisiones
Forman parte del concejo las localidades y despoblados de:

### Localidades
- Lahoz.
- Lalastra.

### Despoblados
- Ribera.
- Villamardones.

## Etimología
Su nombre es una deformación de Val-de-Aretzo (valle de Aretzo), siendo Aretzo 'robledal' en euskera.

## Geografía
Está formado por el valle del río Purón. Se encuentra en un paraje natural de gran belleza.

## Historia
El pueblo de Villamardones aparece mencionado en un texto de 948 bajo el nombre de Mabordones, siendo la referencia escrita más antigua de cualquiera de los 4 pueblos del valle. Parece que el origen de los pueblos de Valderejo está unido al fenómeno de la repoblación que se produjo en la zona de Valdegovía entre los siglos X y XI; y que tuvo su centro en la creación de la sede episcopal de Valpuesta a principios del siglo IX. Otro de los pueblos del valle Lahoz aparece mencionado por primera vez en textos del siglo XII.
El primer documento escrito que menciona Valderejo es una provisión que expidió el rey castellano Alfonso X el Sabio el 3 de mayo de 1273. En este documento el rey sabio renueva los fueros municipales de Valderejo, que habría concedido el siglo anterior (siglo XII) su predecesor Alfonso VII. Por ello se puede asegurar que Valderejo formó parte del realengo de la Corona de Castilla desde al menos mediados del siglo XII. 
En el documento de 1273 consta que habitaban Valderejo 40 pecheros, que estaban exentos de varios impuestos comunes y contaban con ciertos privilegios. También figura en dicho documento que Alfonso X había cedido el señorío del valle a don Diego López de Haro, Señor de Vizcaya a cambio de los señoríos de Salvacañete, Moya y Cañete, ubicados en la actual provincia de Cuenca. Se puso como condición que Valderejo fuese siempre poseído por el que tuviese el señorío de Vizcaya. Así perteneció al patrimonio de los señores de Vizcaya hasta 1371 cuando el señorío de Vizcaya pasó a unirse con la Corona castellana, momento en el que Valderejo volvió al realengo de la Corona. El fuero de Alfonso X sería confirmado por numerosos reyes de Castilla y posteriormente de España, hasta Carlos III. Durante todo el tiempo del antiguo régimen los habitantes del valle pagaban un tributo conocido como pan de San Miguel al marqués de Mortara de 20 fanegas de trigo y otras tantas de cebada.
En el siglo XIX Valderejo se convirtió en municipio constitucional. Hasta 1967 fue un municipio independiente, pero la despoblación de los pueblos que lo integraban propició su disolución como municipio y su integración dentro del vecino municipio alavés de Valdegovía como un concejo del mismo. 
El aislamiento y la despoblación del concejo propició que mantuviera un buen estado de conservación natural. En 1992 el concejo fue declarado parque natural por el Gobierno Vasco. Este es el hito más importante de los últimos años, ya que la creación del parque natural de Valderejo ha propiciado cierta revitalización del valle con la aparición de nuevas actividades económicas en el mismo.

## Geografía humana

### Demografía
| Gráfica de evolución demográfica de Valderejo entre 1842 y 1960 |
| |
| Población de derecho según los censos de población del INE Población de hecho según los censos de población del INEEntre el censo de 1970 y el anterior, este municipio desaparece porque se integra en el municipio 01055 (Valdegovia) |

| Gráfica de evolución demográfica de Valderejo entre 2000 y 2017 |
|                                                                 |
| Población de derecho según los censos de población del INE.     |

### Economía
La población se ha dedicado tradicionalmente a la agricultura y la ganadería. Desde la creación en 1992 del parque natural estas actividades económicas se han diversificado con el turismo que atrae el parque. En Lalastra se construyó en 1995 en las antiguas escuelas un centro de interpretación conocido como Casa del Parque (Parketxe). Además el antiguo ayuntamiento, situado también en Lalastra, acoge un centro de interpretación rural. Varios edificios de Valderejo han sido restaurados como el lavadero, el molino, el horno de pan, la bolera, la ermita de San Lorenzo, etc. También hay alojamientos de agroturismo en la zona.

## Fiestas y tradiciones
Entre las fiestas que se celebran en el concejo destaca la Romería a la Ermita de San Lorenzo, que fue recuperada a mediados de la década de los 90 tras muchos años sin celebrarse y actualmente se realiza el 10 de agosto. A la romería acude gente de Valdegovía, del Valle de Losa y de otros municipios vecinos de Burgos y de Álava. 